# Jerome Horwitz
Jerime P. Horwitz (16 de janeiro de 1919 — 6 de setembro de 2012) foi um cientista americano.

## Avanços clínicos
Em 1964, enquanto conduzia pesquisas para o Instituto Karmanos, Horwitz sintetizou um composto que viria a ser conhecido como zidovudina (AZT) - um medicamento antiviral usado para tratar pacientes com HIV; A zidovudina foi inicialmente desenvolvida como um tratamento para o câncer. Horwitz também foi o primeiro a sintetizar a estavudina (d4T) e a zalcitabina (ddC) - dois outros inibidores da transcriptase reversa usados no tratamento de pacientes com HIV.
Também durante 1964, ele publicou a primeira produção e demonstração de X-gal como um substrato cromogênico. 

Depois de sintetizar o AZT, Horwitz passou a criar muitos tratamentos de sucesso para o câncer e outras doenças. Na época de suas descobertas mais recentes, Horwitz trabalhava para a Michigan Cancer Foundation com uma bolsa federal do National Institutes of Health; ele se aposentou em 2005.